# Tage Wedel-Heinen
Tage Christian Wedel-Heinen (17. februar 1906 i København – 28. november 1981) var en dansk embedsmand, bror til Erik Wedel-Heinen.
Han var søn af kaptajn Emil Wedel-Heinen (død 1924) og hustru Olga f. Rohde (død 1915), blev student fra Metropolitanskolen 1924 og cand. jur. 1930. Wedel-Heinen var sagførerfuldmægtig 1930-32, sekretæraspirant i Indenrigsministeriet 1932, blev sekretær 1935, fuldmægtig 1939, ekspeditionssekretær 1943, fg. kontorchef 1945, kontorchef 1946 og var direktør for Direktoratet for Apotekervæsenet 1968-72. Han var Kommandør af Dannebrog.
Han blev af Indenrigsministeriet beskikket til medlem af talrige råd, bestyrelser, nævn og udvalg bl.a. medlem af Sygehusrådet 1949-65, centralbestyrelsen for forretningsudvalget for Nationalforeningen til Tuberkulosens Bekæmpelse 1949-65, bestyrelsen for Dansk Tipstjeneste 1951-65, sygeplejerskeuddannelsesnævnet 1955-65, bestyrelsen for afviklingskassen for salgbare apoteksprivilegier 1949-54 og for Apotekerfonden 1954-61. formand for bestyrelsen for apotekervæsenets pensionsordning 1961-64 og 1965-72 samt for Apotekerfonden 1964-72. 
Han blev gift 12. april 1930 med Gerda Marchall (7. februar 1908 i København – ?), datter af cand. pharm. Holger Marschall (død 1916) og hustru Helga f. Smith (død 1943).